# Realizm kapitalistyczny
Realizm kapitalistyczny – termin używany, zwłaszcza w Niemczech, do opisania sztuki opartej na towarach, od pop-artu w latach pięćdziesiątych i sześćdziesiątych XX wieku po sztukę towarową z lat osiemdziesiątych i dziewięćdziesiątych. Jest grą słowną nawiązującą do pojęcia „realizmu socjalistycznego”. Termin zastosowany również do opisania ideologiczno-estetycznego aspektu współczesnego kapitalizmu korporacyjnego i konsumpcjonizmu.

## W sztuce
Wyrażenie „realizm kapitalistyczny” zostało po raz pierwszy użyte w tytule wystawy sztuki w Düsseldorfie w 1963, Leben mit Pop – eine Demonstration für den kapitalistischen Realismus, na której znalazły się prace Gerharda Richtera, Sigmara Polke, Wolfa Vostella i Konrada Luega. Uczestnicy wystawy zastosowali podobną strategię artystyczną, jak amerykańscy przedstawiciele pop-artu. Skupili się na przedstawieniu rozwijającej się niemieckiej kultury konsumpcyjnej i społeczeństwa nasyconego mediami. 
Często ironiczny i z krytycznym wydźwiękiem społecznym i politycznym, ruch realizmu kapitalistycznego jest uważany za bardziej wyraźnie polityczny niż konwencjonalny pop-art.
Do głównych twórców tego nurtu w sztuce należeli Gerhard Richter oraz Sigmar Polke. I choć był krótkotrwały, to wywarł pewien wpływ na niemieckich artystów, m.in. na Martina Kippenbergera czy Alberta Oehlena. Wśród bardziej współczesnych artystów, takich jak np. Ai Weiwei czy Christopher Williams, podjęło filozoficzną krytykę kapitalizmu bazując na idei „realizmu kapitalistycznego”.

## Michael Schudson
W połowie lat 80. Michael Schudson użył terminu „realizm kapitalistyczny”, aby opisać wiodące praktyki reklamowe. W rozdziale siódmym swojej książki Advertising: The Uneasy Persuasion porównuje komunikaty i slogany reklamowe do tych, które można znaleźć w sztuce socrealizmu Związku Radzieckiego. W jego ujęciu realizm reklamy promuje sposób życia oparty na prywatnej konsumpcji, a nie społecznych, publicznych osiągnięciach.

## Mark Fisher

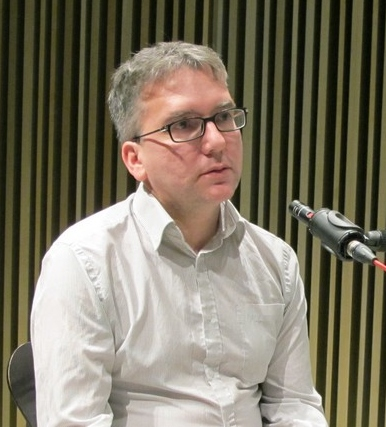
Mark Fisher poprzez „realizm kapitalistyczny” rozumiał dominację systemu kapitalistycznego na świecie.

Następnie termin pojawił się w 2009  wraz z publikacją książki Marka Fishera Realizm kapitalistyczny. Czy nie ma alternatywy? Autor stwierdził, że termin „realizm kapitalistyczny” najlepiej opisuje obecną globalną sytuację polityczną, w jakiej brakuje widocznych alternatyw dla kapitalizmu, który stał się dominującym systemem po upadku Związku Radzieckiego. Stworzona przez Fishera charakterystyka „realizmu kapitalistycznego” stanowiła krytykę i odpowiedź dla podejścia neoliberalnego i nowych form rządów, które miały stosować logikę działania kapitalizmu i rynku do wszystkich aspektów rządzenia.
Opracowana przez Fishera koncepcja ma odnosić się do „powszechnego poczucia, że kapitalizm jest nie tylko jedynym realnym systemem politycznym i gospodarczym, ale także, że obecnie nie można nawet wyobrazić sobie spójnej alternatywy dla niego”. 
Fisherowski „Realizm kapitalistyczny” powstał pod wpływem althusserowskiej koncepcji ideologii. Fisher sugeruje, że w kapitalistycznych ramach nie ma miejsca na wymyślanie alternatywnych form struktur społecznych, dodając, że młodsze pokolenia nie są nawet zainteresowane szukaniem alternatyw. Sugeruje on, że kryzys finansowy z 2008 spotęgował tę sytuację. Kryzys zamiast pobudzić chęć poszukiwania alternatyw dla istniejącego modelu, wzmocnił przekonanie o konieczności wprowadzenia modyfikacji w ramach istniejącego już systemu. Krach utwierdził w społeczeństwie konieczność istnienia kapitalizmu, a nie wyrwał go z podstaw:

Realizm kapitalistyczny, tak jak go rozumiem, nie może ograniczać się do sztuki lub quasi-propagandowego sposobu funkcjonowania reklamy. Jest raczej wszechobecną atmosferą, warunkującą nie tylko produkcję kultury, ale także regulację pracy i edukacji, działającą jako rodzaj niewidzialnej bariery ograniczającej myślenie i działanie.

Fisher argumentuje, że „realizm kapitalistyczny z powodzeniem wprowadził „ontologię biznesową”, w której jest „po prostu oczywiste, że wszystko w społeczeństwie, w tym opieka zdrowotna i edukacja, powinno być prowadzone jako biznes”.
Po opublikowaniu książki Fishera termin ten został przejęty przez niektórych innych krytyków literackich. 